# Pavatex

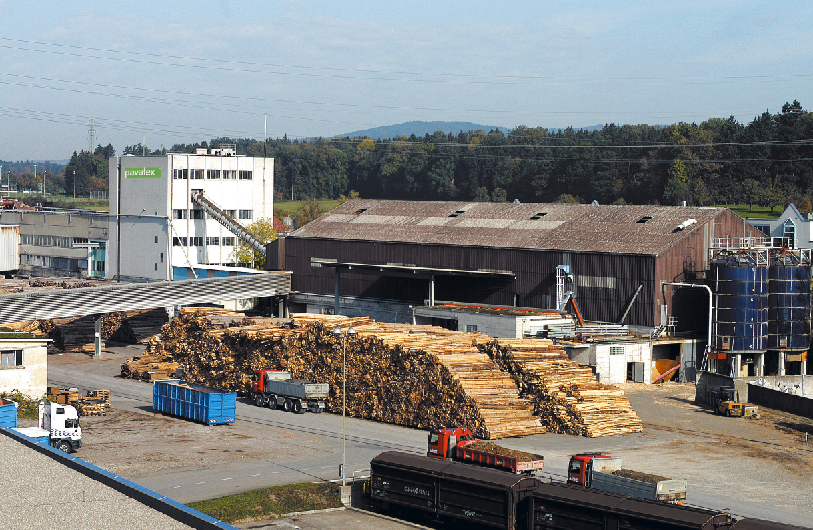
Pavatex-Werk in Cham

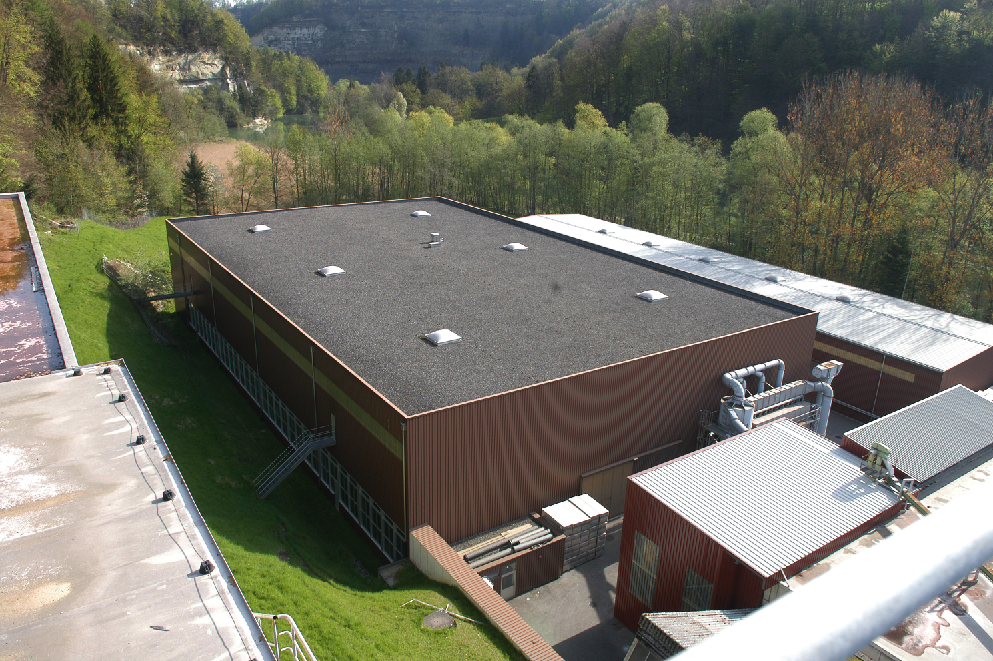
Pavatex-Werk in Fribourg

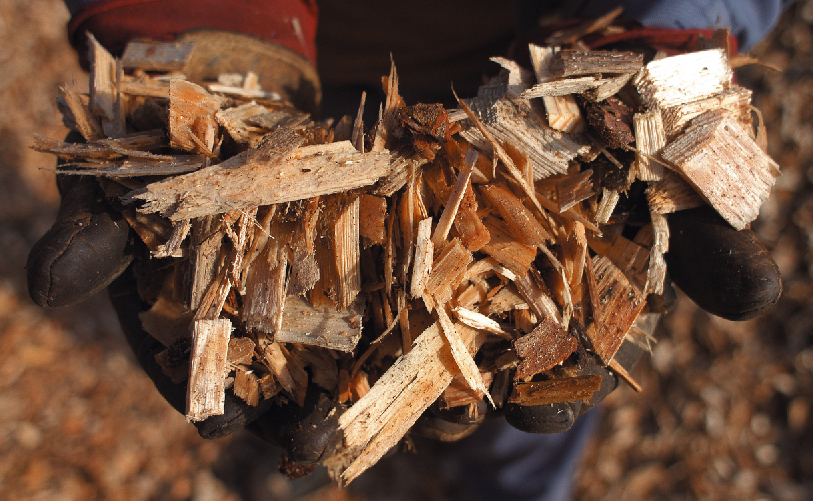
Hackschnitzel

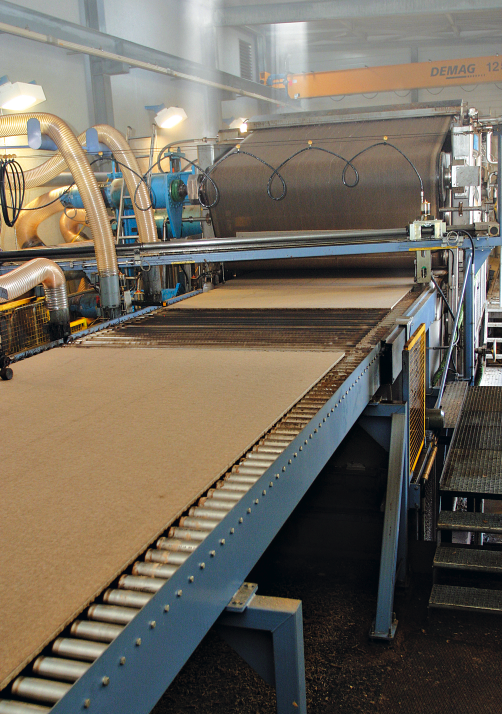
Pavatex-Produktionsanlage im Werk Cham

Pavatex war ein Schweizer Unternehmen, das Holzfaserdämmplatten für die Gebäudehülle produzierte. 2016 wurde die Pavatex Holding AG vom französischen Baustoffkonzern Soprema SAS übernommen. Das Produkt Pavatex blieb erhalten.

## Unternehmensgeschichte
In Cham im Kanton Zug begann die Papierfabrik Cham, die heutige Industrieholding Cham, mit der Produktion von Hartfaserplatten. Die Platten wurden unter dem Markennamen PAVATEX auf den Markt gebracht; Pava stand dabei für „Papierverpackung“. Dieser Markenname hat eine hohe Bekanntheit erreicht und ist bis heute in der Schweiz eine gängige Bezeichnung für Hartfaserplatten und andere Faserplatten. 1936 wurde die Pavatex SA in Cham gegründet. 1946 kam eine zweite Produktionsanlage in Cham, 1949 das Weichfaserplattenwerk in Freiburg (CH), 1964 eine dritte Anlage in Cham hinzu. Mit der Zeit verschob sich das Hauptgewicht der Produktion: 2001 wurde auch in Cham die Produktion von Weichfaserplatten aufgenommen und seit 2005 ist die Produktion ausschliesslich auf Weichfaserplatten konzentriert. Der Standort Cham wurde Mitte 2011 um eine neue, hochmoderne Fertigungsanlage erweitert. Gleichzeitig nahm das Unternehmen auch Haft- und Klebekomponenten in das Produktportfolio auf. Ende März 2012 erfolgte die Grundsteinlegung für ein neues PAVATEX-Werk in Golbey (Frankreich). Das Investitionsvolumen hierfür betrug zunächst rund 60 Millionen Euro, die angestrebte Jahresproduktion der ersten Produktionslinie im Werk Golbey lag bei 50.000 to. Im Jahr 2010 produzierte PAVATEX im Werk Freiburg ca. 29.000 to und im Werk Cham ca. 39.500 to Weichfaserplatten. In den folgenden Jahren verlagerte sich die Produktion, 2015 stellte Pavatex die Produktion im Werk Freiburg ein und 47 Mitarbeitende wurden entlassen. 2016 verkaufte Pavatex das 80'000 m² grosse Firmengelände in Freiburg an eine Immobilienfirma und kündigte an, in der Umgebung einen neuen Standort beziehen zu wollen.
Nachdem die Firma von der Papierfabrik Cham an die Hiag Holding AG verkauft worden war, gehörte sie zu 31 % der Chemolio Holding AG, zu 38 % dem CEO Martin Brettenthaler und zu 26 % der BeCapital. Weitere Anteile lagen bei Norske Skog, dem Institut Lorrain des Participations, dem Fonds Lorrain des Matériaux sowie dem oberen Management. 
1992 expandierte Pavatex nach Deutschland und gründete die Pavatex GmbH in Leutkirch im Allgäu, 2000 wurde die PAVATEX Benelux BV als Verkaufsorganisation für die Beneluxstaaten gegründet und 2005 entstand die Pavatex France SARL in Frankreich. Zum 1. Juli 2011 gründete PAVATEX die PAVATEX Japan K.K. Seit Mitte Juni 2012 war die PAVATEX-Gruppe zu 25 Prozent an der italienischen Naturalia-BAU GmbH mit Sitz in Meran beteiligt, im Gegenzug erwarben die Eigentümer der Naturalia-BAU GmbH kleinere Anteile an der PAVATEX Holding AG.
Seit 2008 verbesserte ein Biomassekessel in Cham, der das Werk mit Wärmeenergie versorgt, die jährliche Klimabilanz um rund 7'500 Tonnen CO2; seitdem war Pavatex auch Mitglied der WWF Climate Group. Als erstes Schweizer Unternehmen überhaupt wurde PAVATEX Inhaber einer Umwelt-Produktdeklaration (EPD) vom Institut Bauen und Umwelt (IBU)
Pavatex war laut dem Westschweizer Wirtschaftsmagazin Bilan auf dem Gebiet der Holzweichfaserdämmstoffe Marktführer. Laut Unternehmensangaben verfügte Pavatex in der Schweiz über einen Marktanteil von 75 Prozent. Ebenfalls Marktführer bei Holzweichfaserdämmstoffen für die Gebäudehülle war das Unternehmen in Deutschland (Marktanteil ca. 35 %), Österreich (Marktanteil ca. 40 %), Italien (Marktanteil ca. 40 %) sowie in Frankreich und den Beneluxstaaten.
Das Produktionswerk in Freiburg wurde 2014 geschlossen. 2016 wurde die Pavatex Holding AG vom französischen Baustoffkonzern Soprema SAS übernommen, der 2019 auch das Werk in Cham schloss. Seitdem verbleibt lediglich das 2013 eröffnete Werk in Golbey, Frankreich. Der deutsche Hauptsitz verbleibt in Leutkirch im Allgäu.
2021 wurde in die Pavatex-Fabrik in Golbey 27 Mio. Euro investiert.

## Herstellung
In den Schweizer Werken wurden überwiegend Nadelhölzer (Tannen und Fichten) von lokalen Schweizer Sägereien in Form von Schwarten, Spreisseln und Hackschnitzeln verwendet. Die Produktion erfolgte im Nassverfahren bei dem das Holz im thermomechanischen Verfahren zu Fasern aufgeschlossen und unter Hitze zum Abbinden gebracht wird. Die aufgeschlämmten Fasern wurden auf der Formmaschine zu einem Faserkuchen geformt, geschnitten und im Trockner bei 160 bis 220 °C getrocknet. 
Für den Zusammenhalt der Holzfaserdämmstoffplatten sorgen die holzeigenen Bindekräfte (hauptsächlich Lignin). Es werden keine chemischen Bindemittel zur Faserverleimung benötigt. Die ökologische Hochwertigkeit und baubiologische Unbedenklichkeit der Pavatex-Produkte werden von unabhängigen Organisationen laufend kontrolliert und bestätigt. Dazu zählt auch die 2010 von Ernst Basler + Partner erstellte Studie über die Nachhaltigkeit der PAVATEX-Holzfaserdämmsysteme.
Im französischen Werk werden Faserplatten nach dem Trockenverfahren hergestellt.